# Ставрікайська стежка

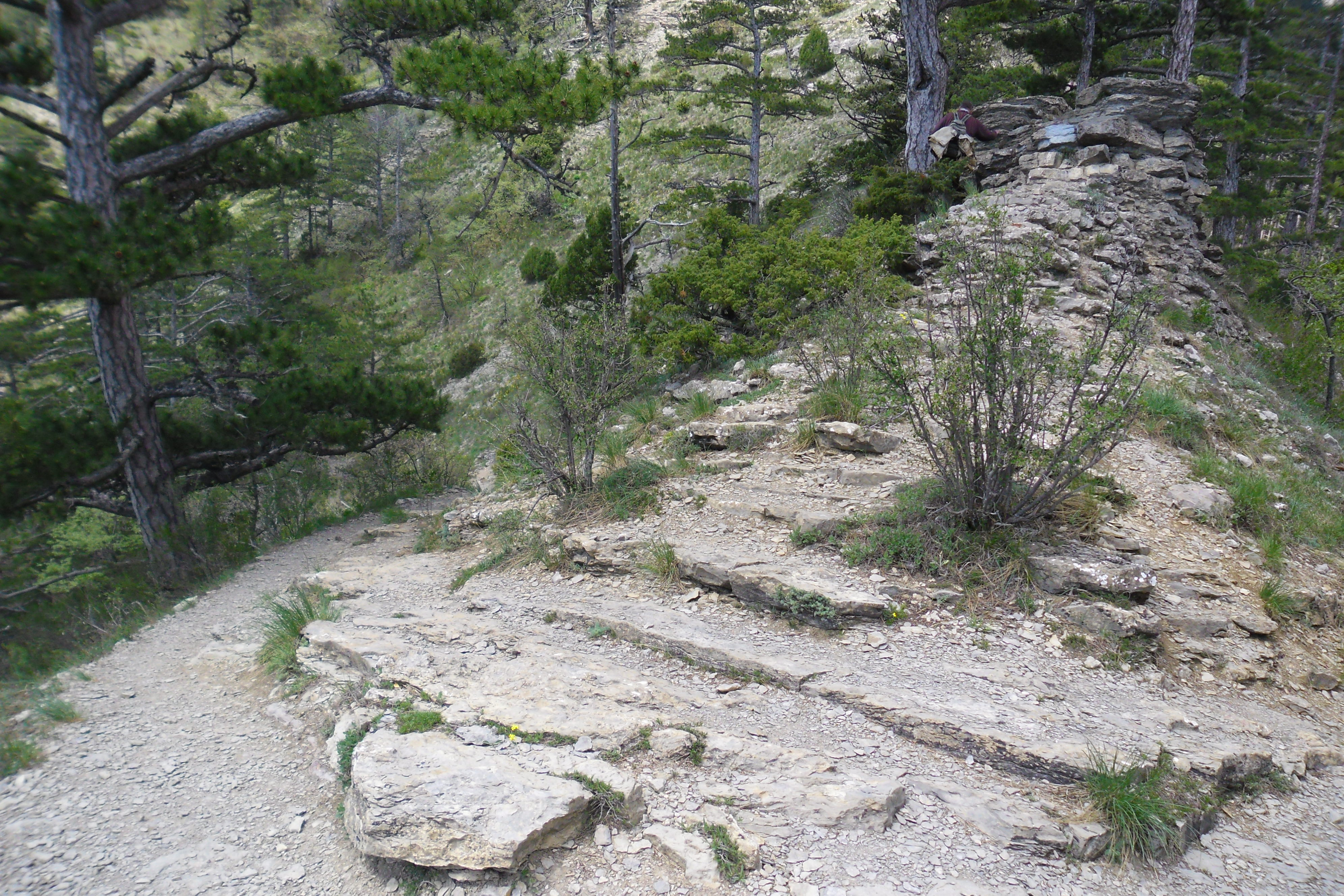
«Вилка» стежок: ліворуч і вниз веде власне Штангеєвська стежка, на гору — Велика Штангеєвська (Ставрікайська) стежка.

Ставріка́йська сте́жка — гірська стежка в Криму, продовження Боткінської стежки від скелі Ставрі-Кая до Ялтинської яйли.
Перепад висот — від 650 м. до 130 м.
Поблизу скелі Ставрі-Кая Боткінська стежка розділяється на власне Штангеєвську та Велику Штангеєвську (Ставрікайську) стежки. Перша йде до водоспаду Учан-Су, друга — на Ялтинську яйлу.

## Галерея-2015 р

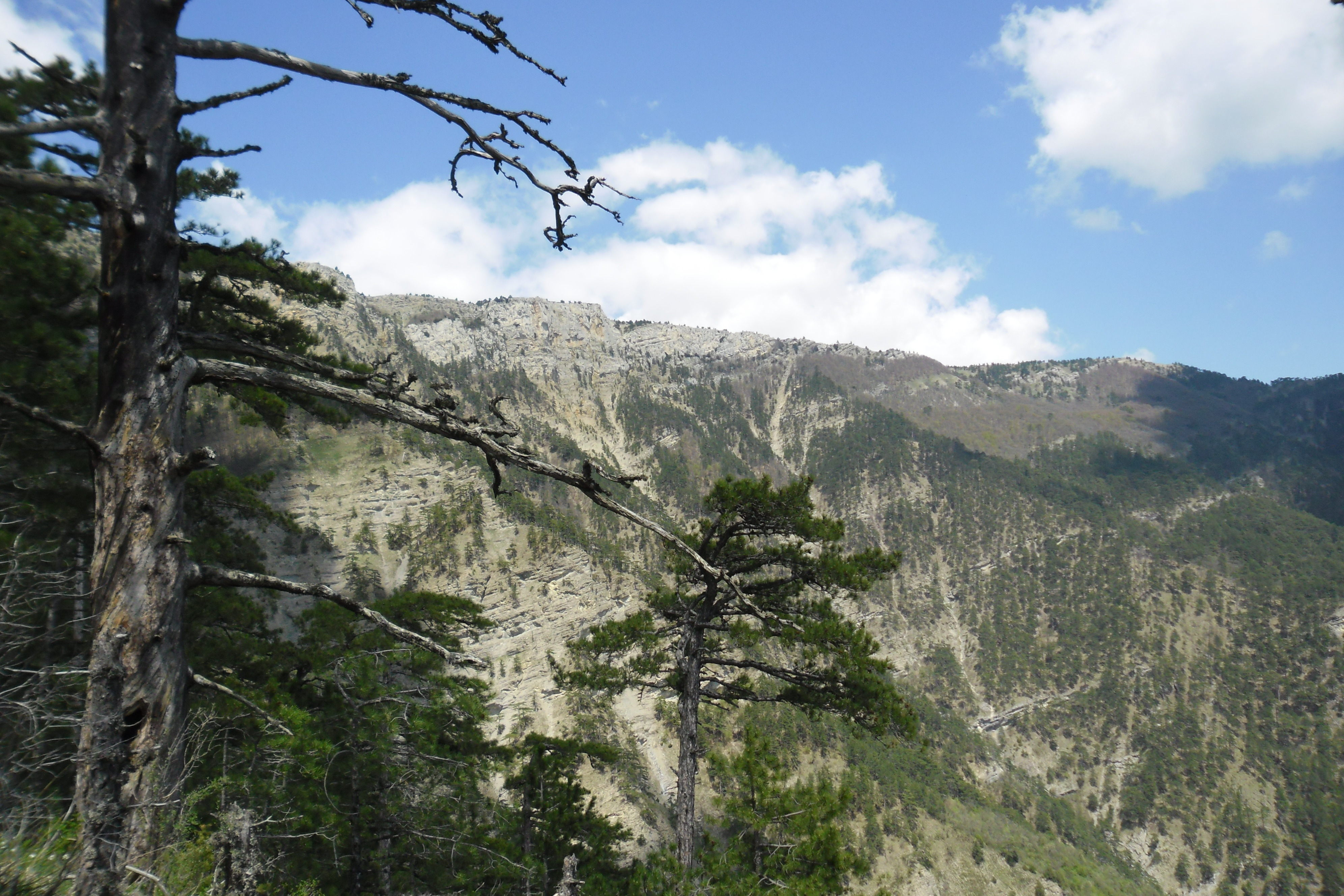
Ялтинська яйла та Іограф, вид з Ставрікайської стежки.
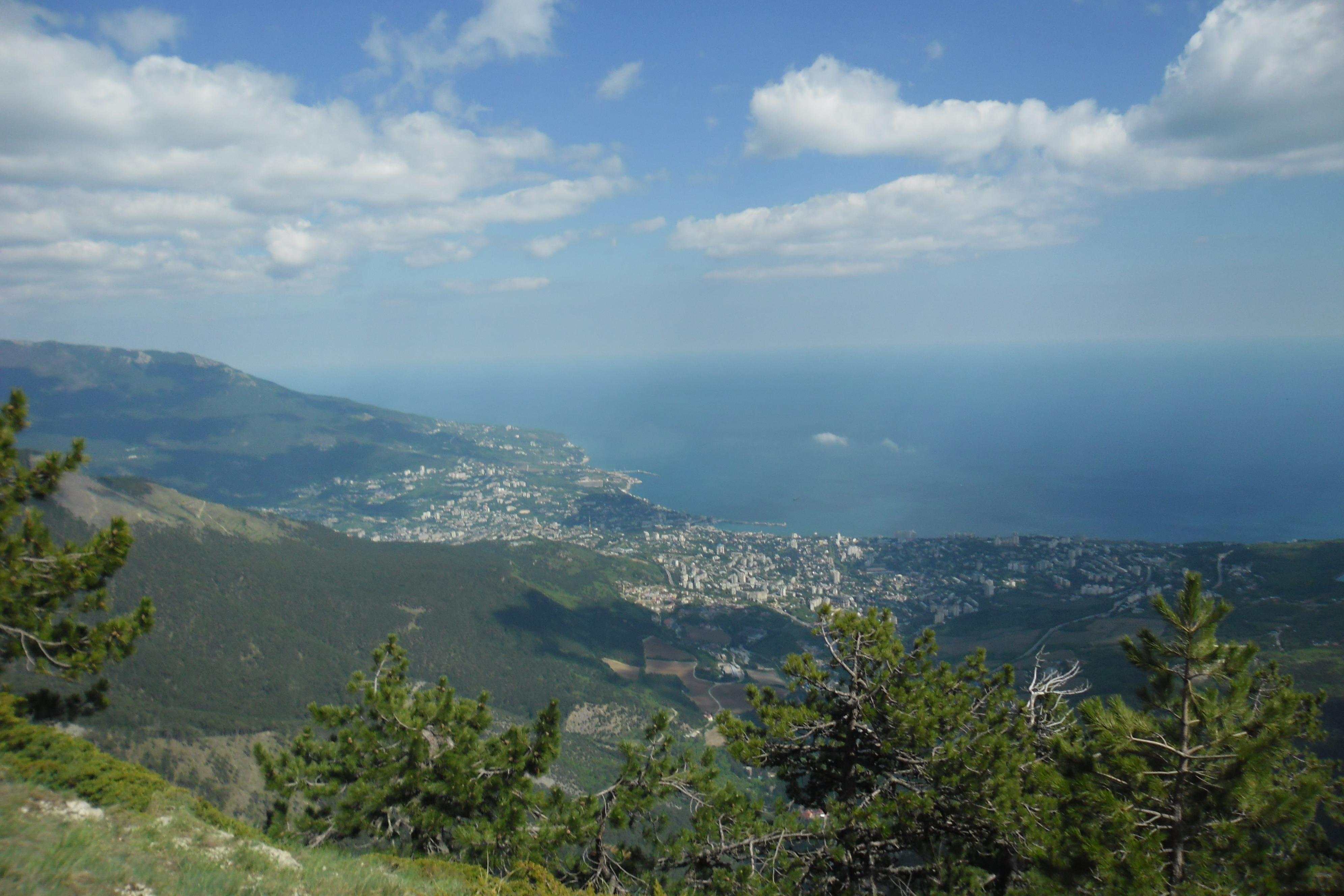
Вид з верхньої частини Ставрікайської стежки на Ялту.
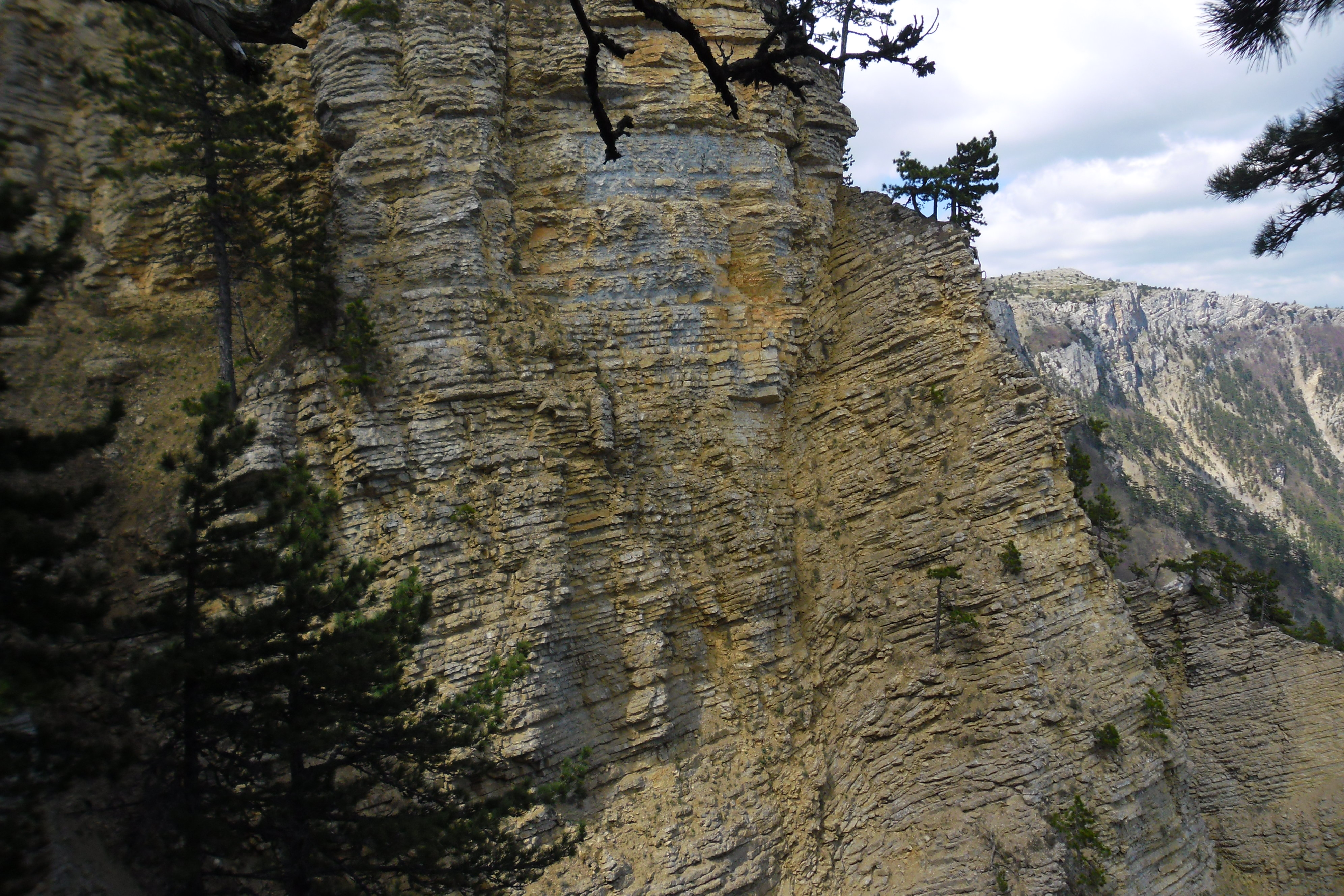
Вид на осадові породи Ялтинської яйли з Ставрікайської стежки.
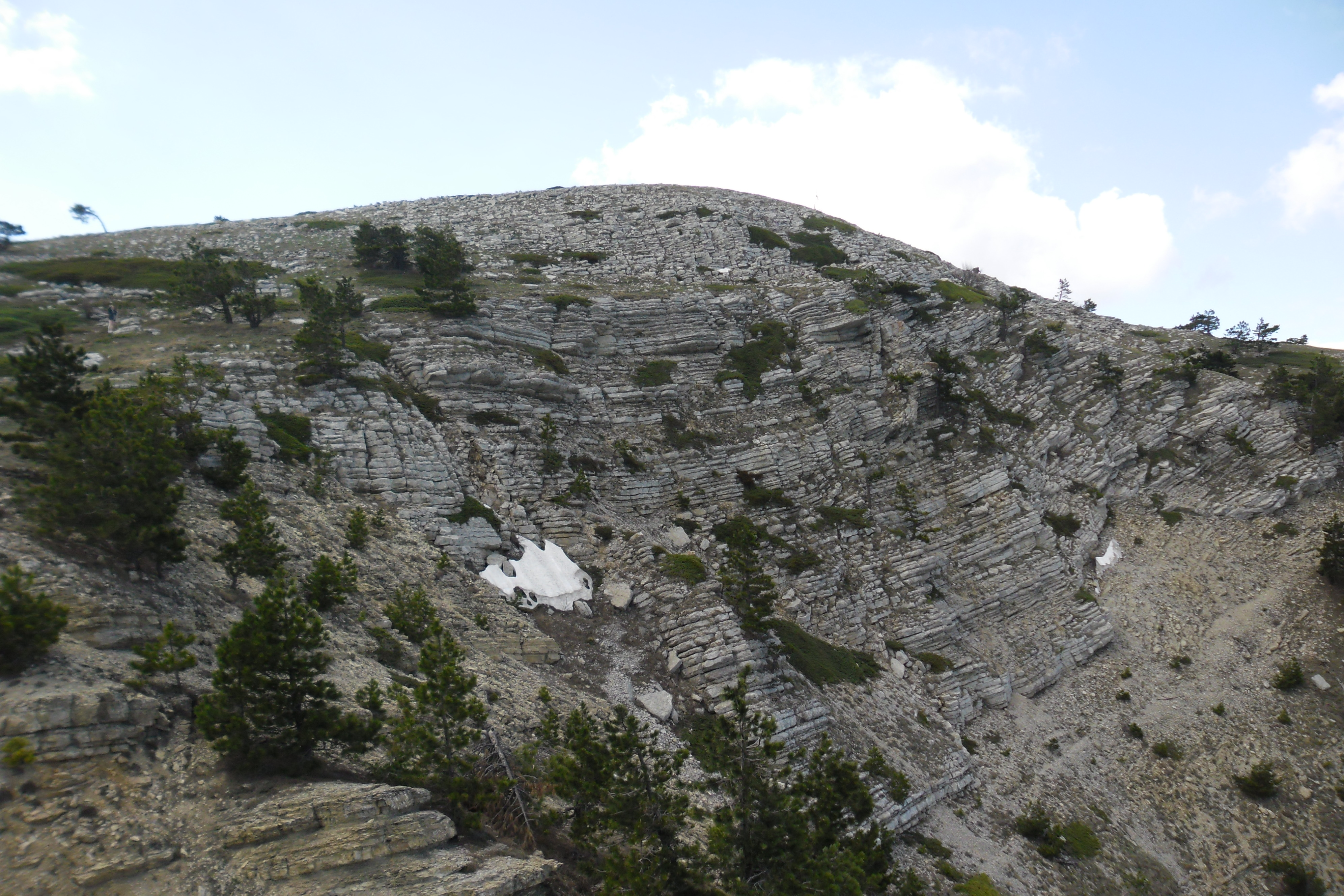
Вид на осадові породи Ялтинської яйли з Ставрікайської стежки.